# Отриколи
Отриколи (итал. Otricoli) је насеље у Италији у округу Терни, региону Умбрија.
Према процени из 2011. у насељу је живело 962 становника. Насеље се налази на надморској висини од 191 м.

## Становништво
Према резултатима пописа становништва 2011. у општини је живело 1.915 становника.
| 1931. | 1936. | 1951. | 1961. | 1971. | 1981. | 1991. | 2001. | 2011. |
| ----- | ----- | ----- | ----- | ----- | ----- | ----- | ----- | ----- |
| 2.139 | 2.299 | 2.329 | 1.966 | 1.771 | 1.801 | 1.775 | 1.831 | 1.915 |

## Партнерски градови
- Gmina Mstów